# 雙唇閃音
雙唇閃音是一種不常見的非R音的閃音，國際音標（IPA）寫作⟨ⱱ̟⟩或⟨b̆⟩。在一般情況下，它幾乎總是作為唇齒閃音的同位異音出現，但在班達語等語言中則做為首選的音素使用。
在剛果的莫諾語，將雙唇閃音描述如下：
第一步驟，將下唇縮回口腔至上排牙齒以內。同時，上唇的位置下降，包覆住上排牙齒。第二步驟，下唇快速向前移動，離開口腔時向上唇拍打，造成閃音。在此調音過程中使其為濁音。此外，在調音過程中，舌頭在嘴的後部聚集，給此音增加了一軟顎音的部分。
對於介於雙唇閃音與唇齒閃音之間的同位異音：
此音的調音過程分稱成兩個階段。第一步驟，將下唇緩慢地縮回口腔至上排牙齒以內。其次，下唇在快速移出口腔時，撞擊上唇或上排牙齒。
在文獻中，此音通常被寫成帶超短音修飾符的w，即⟨w̆⟩。
2005年，國際語音學學會通過採用「帶右鉤的V」符號作為唇齒閃音的音標。從那以後，雙唇閃音的音標就多改成帶較前修飾符的唇齒閃音，即⟨ⱱ̟⟩。由於閃音和發音時間短暫的塞音相似，此音也可以改寫作⟨b̆⟩。

## 出現於
| 語言   | 語言              | 詞彙     | IPA                        | 意思     | 註釋                                         |
| ------ | ----------------- | -------- | -------------------------- | -------- | -------------------------------------------- |
| 莫諾語 | 莫諾語            | vwa      | [ⱱ̟a]                       | 寄       | 與/v/、/w/形成對比。和唇齒閃音互為自由變體。 |
| 漢語   | 台灣客家話 四縣腔 | 𤸁苶苶仔 | [kʰioi˥ n̠ʲiap̚˨ n̠ʲiaⱱ̟˨ ɛ˥˧] | 疲累不堪 | 台灣客家話拼音方案標為 kioi ngiab ngiab eˋ   |

## 延伸閱讀
- Olson and Hajek, 2001. 'The Geographic and Genetic Distribution of the Labial Flap' （页面存档备份，存于）
- Olson, Kenneth; Schrag, Brian, , Wolff, H.E.; Gensler, O.  (编), , Cologne: Rüdiger Köppe: 393–409, 2000

## 外部鏈結
- 在PHOIBLE上搜尋含有[ⱱ̟]的語言